# 葛城王 (天武朝の人)
葛城王（かずらきのおおきみ、? - 天武天皇8年（679年）7月17日 ）は、7世紀の日本の皇族。天武天皇8年（679年）7月17日に四位で死んだことが『日本書紀』によって知られる。父母、子孫とも不明だが、敏達天皇の子で同名の葛城王の子孫かとする説がある。